# Johann Soelch

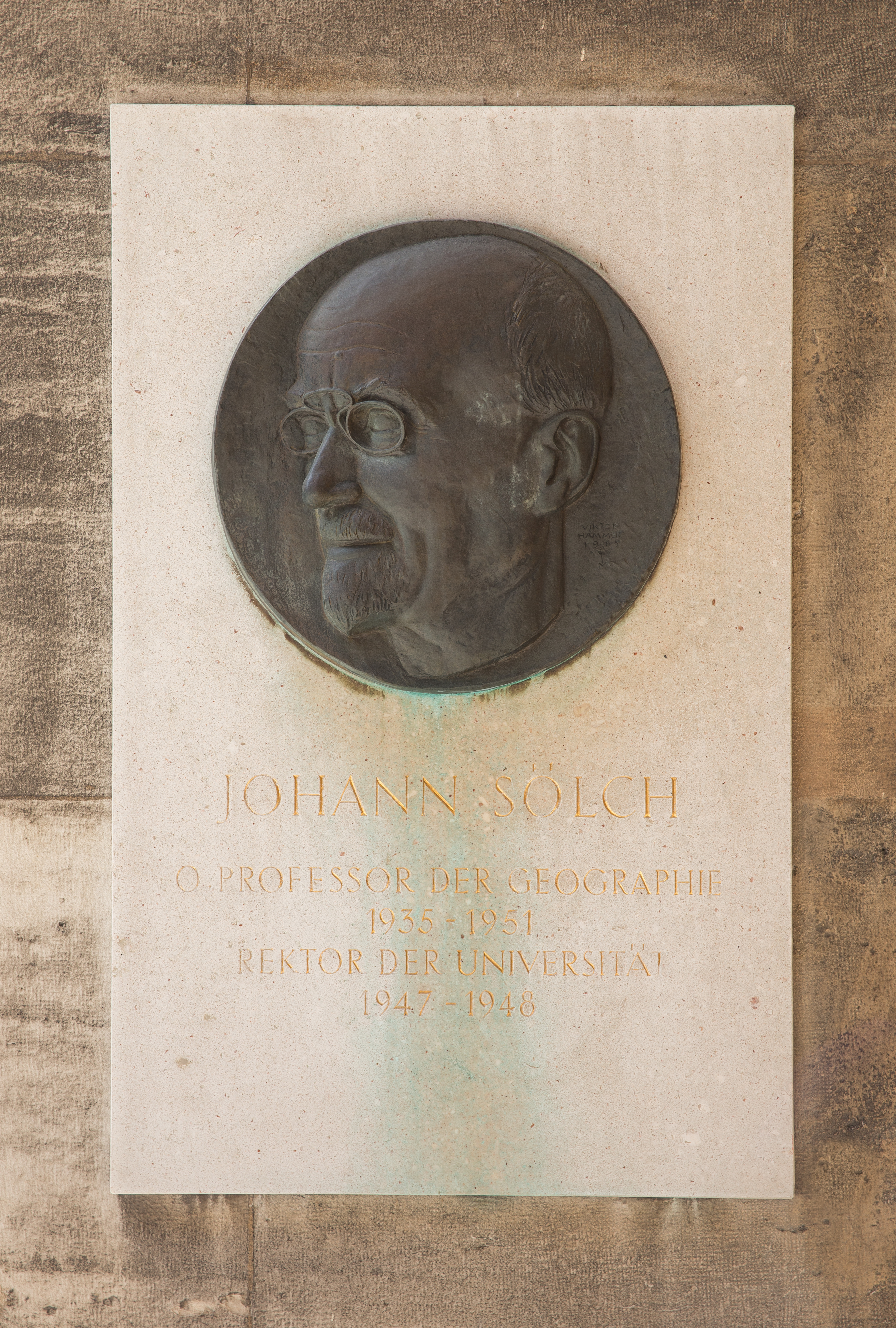
Bronzerelief für Johann Soelch an der Universität Wien

Johann Soelch (auch: Johann Sölch; * 16. Oktober 1883 in Penzing; † 10. September 1951 in Kitzbühel, Tirol) war ein österreichischer Geograph, Rektor der Universität Wien und Präsident der österreichischen Geographischen Gesellschaft.

## Leben
Johann Sölch war ein Sohn des Ehepaares Johann Georg Sölch (1852–1934), Direktor des österreichischen Schulbuchverlags, der aus Gehaag in Böhmen stammte, und Anna Franke (1861–1924), Tochter des Oberlandesgerichtsrat Ignaz Franke in Brünn.
Sölch war Student an der Universität Wien und promovierte bei Albrecht Penck 1906 als Doktor der Philosophie; es folgte 1917 die Habilitation in Graz. In den Jahren 1920 bis 1928 war Johann Sölch Professor für physische Geographie an der Universität Innsbruck – wo Hans Kinzl bei ihm promovierte – und richtete ein Seminar für Geographie der Alpen ein. Als Nachfolger von Alfred Hettner war er von 1932 bis 1935 Ordinarius an der Universität Heidelberg, von 1935 an der Universität Wien und Sekretär der mathematisch-naturwissenschaftlichen Klasse der Österreichischen Akademie der Wissenschaften; in den Jahren 1947 und 1948 war er Rektor der Universität Wien und 1951 Präsident der österreichischen Geographischen Gesellschaft. Seit 1932 war er Mitglied der Heidelberger Akademie der Wissenschaften. Sein Grab befindet sich auf dem Wiener Zentralfriedhof.

## Familie
Johann Sölch hatte eine Tochter, Ilse Sölch (* 1909 in Wien). Sie wurde 1933 mit einer Dissertation über die Geographie des Iselgebietes in Osttirol. Eine länderkundliche Darstellung von der Universität Freiburg promoviert.

## Ehrungen
In Wien-Floridsdorf wurde nach ihm im Jahre 1954 die Sölchgasse benannt und auf dem Campus der Universität Wien seine Büste errichtet. Der Sölch-Gletscher auf der Antarktischen Halbinsel trägt ebenso seinen Namen.

## Schriften
Zahlreiche Veröffentlichungen vor allem der eiszeitlich bedingten Geomorphologie der Alpen, in: Gesamtverzeichnis des deutschsprachigen Schrifttums (GV) 1700 bis 1910, Nr. 136; 1911 bis 1965, Nr. 123 und 1985, S. 37, Verlag K.G. Saur München.